# Накова, Долорес
Долорес Здравкова Накова (болг. Долорес Здравкова Накова; род. 15 июня 1957, Русе) — болгарская гребчиха, выступавшая за сборную Болгарии по академической гребле в конце 1970-х — начале 1980-х годов. Бронзовая призёрка летних Олимпийских игр в Москве, чемпионка мира, победительница и призёрка регат национального значения.

## Биография
Долорес Накова родилась 15 июня 1957 года в городе Русе, Болгария.
Дебютировала на международной арене в сезоне 1977 года, когда вошла в основной состав болгарской национальной сборной и выступила на чемпионате мира в Амстердаме, где заняла пятое место в распашных безрульных двойках и в рулевых восьмёрках.
В 1978 году на мировом первенстве в Карапиро одержала победу в парных четвёрках с рулевой.
В 1979 году побывала на чемпионате мира Бледе, откуда привезла награду серебряного достоинства, выигранную в зачёте парных рулевых четвёрок — в финале пропустила вперёд только титулованных восточногерманских спортсменок.
Благодаря череде удачных выступлений удостоилась права защищать честь страны на летних Олимпийских играх 1980 года в Москве — в составе парного четырёхместного экипажа, куда также вошли гребчихи с Марияна Сербезова, Румеляна Бончева, Анка Бакова и рулевая Анка Георгиева, в решающем финальном заезде пришла к финишу третьей позади экипажей из Восточной Германии и Советского Союза — тем самым завоевала бронзовую олимпийскую медаль.
После московской Олимпиады Накова ещё в течение некоторого времени оставалась в составе гребной команды Болгарии и продолжала принимать участие в крупнейших международных регатах. Так, в 1981 году она выступила на мировом первенстве в Мюнхене, где в программе парных рулевых четвёрок показала на финише пятый результат. Вскоре по окончании этих соревнований приняла решение завершить спортивную карьеру.